# Crest (Drôme)
Crest – miejscowość i gmina we Francji, w regionie Owernia-Rodan-Alpy, w departamencie Drôme.
Według danych na rok 1990 gminę zamieszkiwały 7583 osoby, a gęstość zaludnienia wynosiła 324 osoby/km² (wśród 2880 gmin regionu Rodan-Alpy Crest plasuje się na 101. miejscu pod względem liczby ludności, natomiast pod względem powierzchni na miejscu 382.).

## Galeria

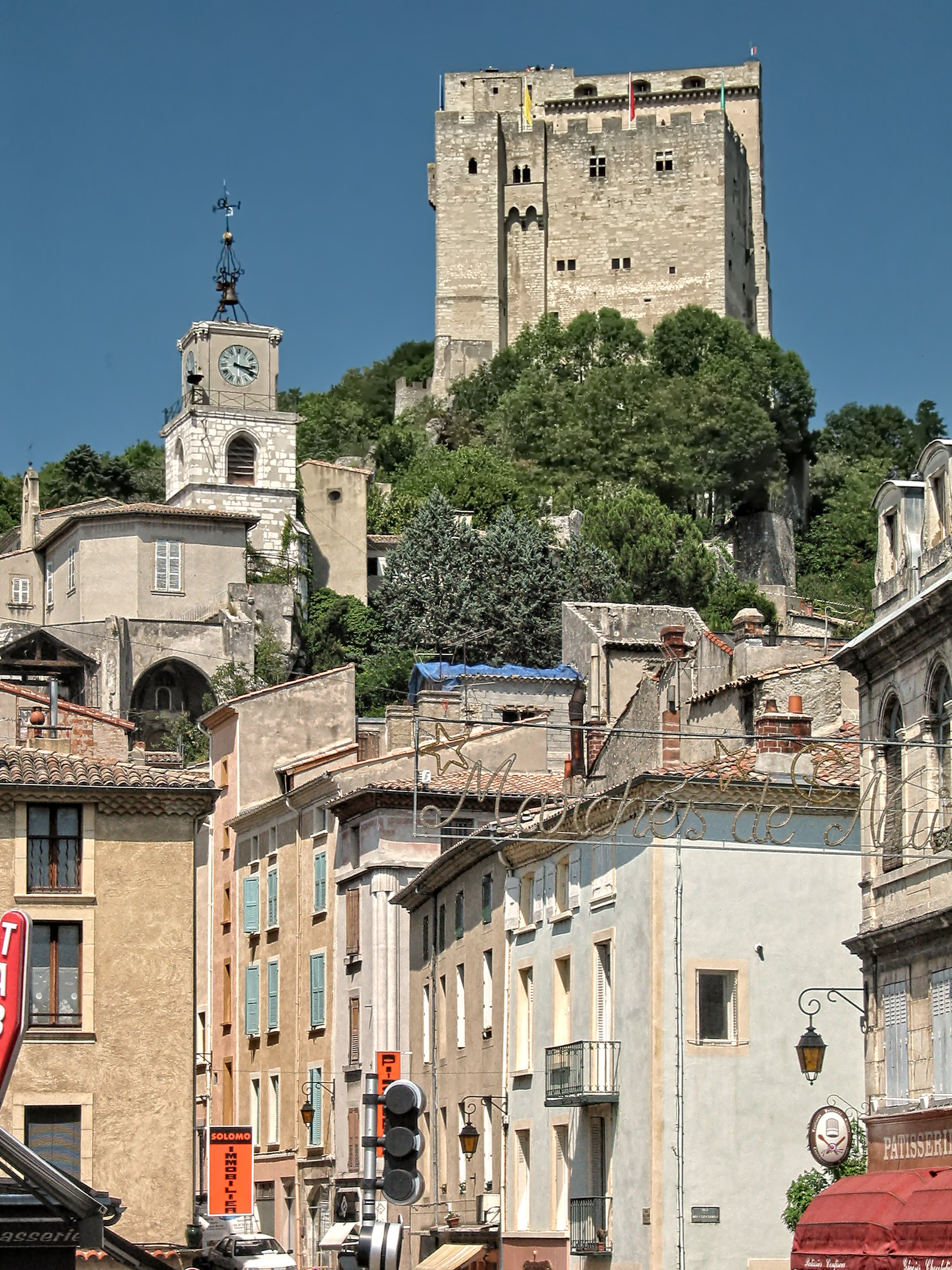
Centrum Crest, 2005
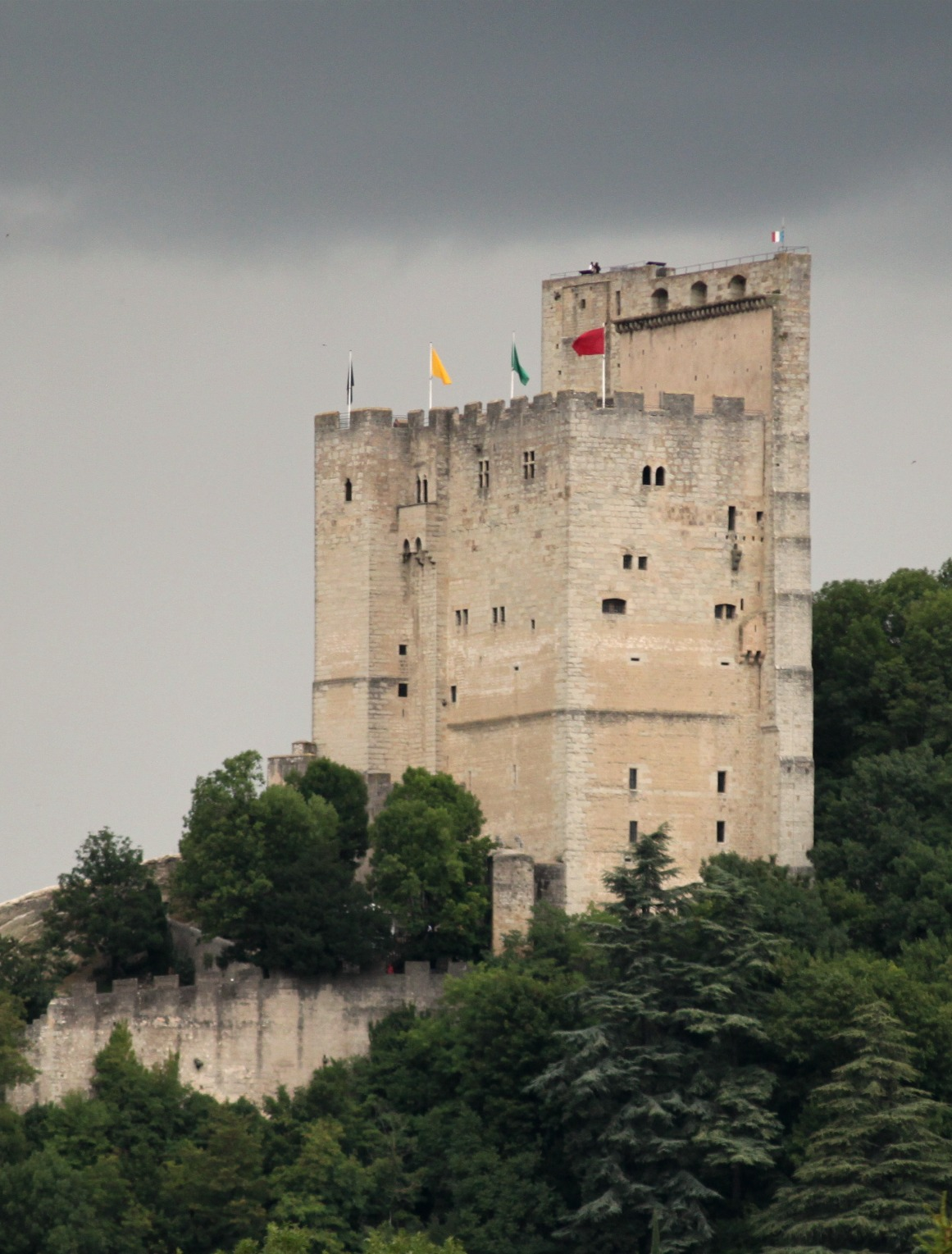
Zamek w Crest, 2011
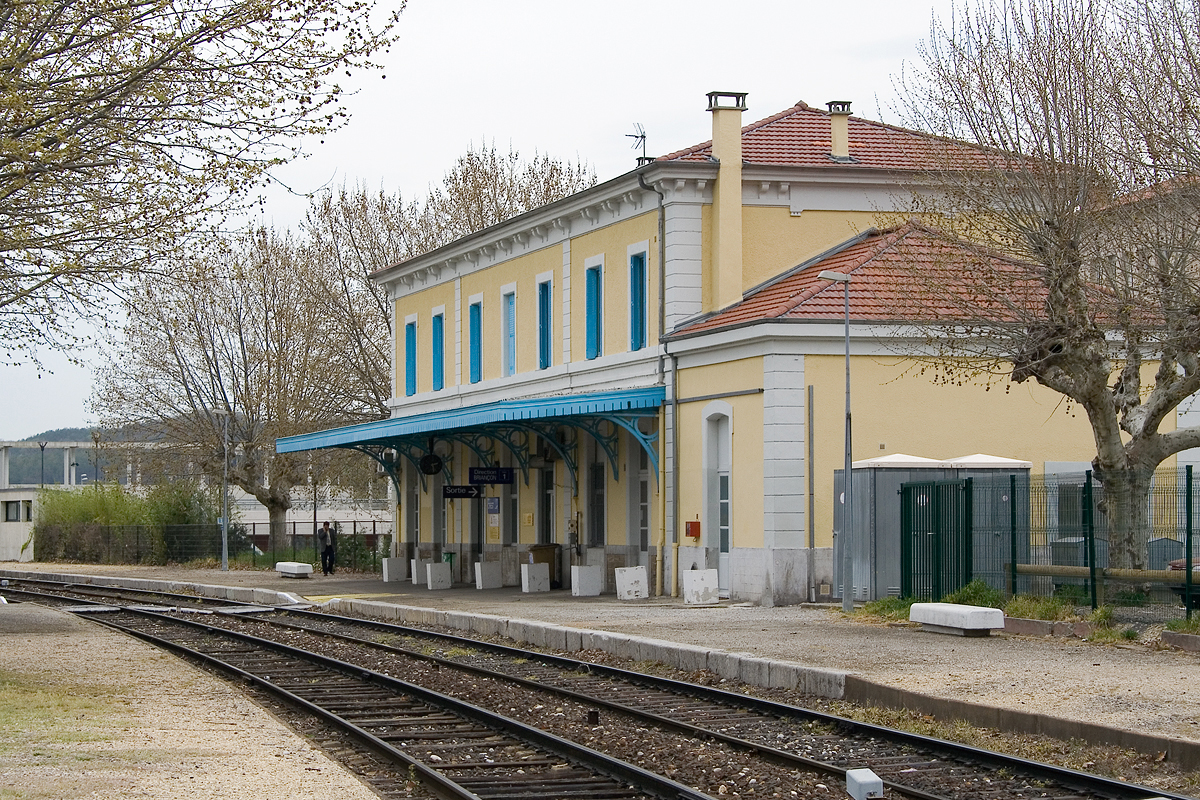
Dworzec kolejowy w Crest, 2007